# Túpolev I-12
El Túpolev I-12 (también conocido como ANT-23) fue un prototipo de caza soviético que nunca entró en producción.

## Diseño y desarrollo
El I-12 era un diseño poco convencional con botalones dobles fabricados con tubos de agua que contenían cañones sin retroceso y estaba propulsado por dos motores en configuración tractora-propulsora. El avión voló por primera vez en 1931, pero no entró en producción debido a las decepcionantes prestaciones y a las dificultades operacionales, como la imposibilidad del piloto de saltar del avión sin golpear el arco de la hélice trasera. El segundo prototipo (designado ANT-23bis) nunca fue completado.

## Variantes
ANT-23 (I-12)
Prototipo de caza bimotor, uno construido.
ANT-23bis
Versión del ANT-23, no construida.

## Especificaciones (ANT-23)
Referencia datos: Shavrov 1985

### Características generales
- Tripulación: Uno (piloto)
- Longitud: 9,5 m (31,2 ft)
- Envergadura: 15,6 m (51,2 ft)
- Superficie alar: 30 m² (322,9 ft²)
- Perfil alar: TsAGI 18%[2]
- Peso cargado: 2400 kg (5289,6 lb)
- Planta motriz: 2× motor radial de nueve cilindros refrigerado por aire Gnome-Rhône 9Ak.
  - Potencia: 392 kW (540 HP; 533 CV) cada uno.
- Hélices: Bipala de paso fijo (una tractora y una propulsora)

### Rendimiento
- Velocidad máxima operativa (Vno): 300 km/h (186 MPH; 162 kt)
- Carga alar: 80 kg/m² (16,4 lb/ft²)
- Potencia/peso: 0,326 kW/kg (0,198 hp/lb)

### Armamento
- Cañones: 

  - 2x APK-4 (cañón sin retroceso) de 76,2 mm

## Aeronaves relacionadas

### Secuencias de designación
- Secuencia ANT-_ (interna de Túpolev): ← ANT-20 - ANT-21 - ANT-22 - ANT-23 - ANT-25 - ANT-26 - ANT-27 →
- Secuencia I-_ (Cazas soviéticos, 1923-1940): ← I-9 - I-10 - I-11 - I-12 - I-13 - I-14 - I-15/ter →